# Ploudiry
Ploudiry è un comune francese di 917 abitanti situato nel dipartimento del Finistère nella regione della Bretagna.

## Società

### Evoluzione demografica
Abitanti censiti

## Monumenti
- Complesso parrocchiale di Ploudiry